# Medievil 2
MediEvil 2 är ett datorspel utvecklat av SCE Studios Cambridge för spelkonsolen Playstation. Spelet är en uppföljare till spelet MediEvil och släpptes år 2000. Handlingen i MediEvil 2 utspelar sig 500 år efter föregående spel.